# Freistadt (huyện)
Bezirk Freistadt là một huyện của bang Thượng Áo ở Áo.

## Các đô thị
Các thị xã (Städte) bằng chữ đậm; các phố thị (Marktgemeinden) bằng chữ xiên, các khu ngoại ô, làng và các đơn vị khác của một đô thị được hiển thị bằngchữ nhỏ.
- Bad Zell
- Freistadt
- Grünbach
- Gutau
- Hagenberg im Mühlkreis
- Hirschbach im Mühlkreis
- Kaltenberg
- Kefermarkt
- Königswiesen
- Lasberg
- Leopoldschlag
- Liebenau
- Neumarkt im Mühlkreis
- Pierbach
- Pregarten
- Rainbach im Mühlkreis
- Sandl
- Schönau im Mühlkreis
- Sankt Leonhard bei Freistadt
- Sankt Oswald bei Freistadt
- Tragwein
- Unterweißenbach
- Unterweitersdorf
- Waldburg
- Wartberg ob der Aist
- Weitersfelden
- Windhaag bei Freistadt